# Adelfo Magallanes
Adelfo Magallanes Campos (* 29. August 1910 in San Vicente de Cañete; † 16. Januar 1988 in Lima), auch bekannt unter seinem Spitznamen El Bólido, war ein peruanischer Fußballspieler und späterer -trainer.

## Karriere

### Verein
Adelfo Magallanes spielte schon in der Jugend von Alianza Lima und kam 1930 in die Profimannschaft. Bis zu seinem Karriereende 1944 blieb er dem Klub treu. El Bólido gewann mit Alianza Lima drei Meisterschaften. Das Erfolgsteam in dieser Zeit wurde Rodillo negro genannt.

### Nationalmannschaft
Adelfo Magallanes absolvierte insgesamt 22 Länderspiele und erzielte dabei vier Tore. Er spielte mit Peru bei den Olympischen Spielen 1936 in Berlin, wo sein Team sportlich das Halbfinale erreichte, allerdings wegen Platzsturms ein Wiederholungsspiel angeordnet wurde, zu dem Peru nicht mehr antrat. Magallanes' größter internationaler Erfolg war der Gewinn der Südamerikameisterschaft 1939 im eigenen Land. Peru gewann die ersten drei Turnierspiele genauso wie Uruguay und setzte sich im letzten Gruppenspiel gegen die favorisierten Uruguayer mit 2:1 durch.

### Trainer
Nach seiner aktiven Karriere trainierte Magallanes mehrmals Alianza Lima und wurde mit dem Klub vier Mal peruanischer Meister. Zusammen mit den drei Meistertiteln als Spieler ist Magallanes eine der Personen mit den meisten gewonnenen Meisterschaften in Peru. Als Trainer war Magallanes zudem noch in Kolumbien bei Deportivo Cali und América de Cali sowie in Mexiko beim CF Atlante tätig. Zuletzt coachte Magallanes Defensor Lima.

## Erfolge

### Spieler
Alianza Lima
- Peruanischer Meister: 1931, 1932, 1933
- Zweitliga-Meister: 1939

Peru
- Südamerikameister: 1939

### Trainer
Alianza Lima
- Peruanischer Meister: 1948, 1952, 1954, 1955

Defensor Lima
- Zweitliga-Meister: 1960